# Batalion „Ostoja”
Batalion „Ostoja” – pododdział Armii Krajowej.
Batalion „Ostoja” został sformowany 11 września 1944 roku, w czasie powstania warszawskiego, w wyniku reorganizacji pododcinka „Bełt” w Podobwodzie Śródmieście Południe. Jednostka została utworzona został na bazie kompanii z Batalionu „Bełt” i Batalionu „Iwo”. 19 września w skład batalionu weszły resztki Batalionu „Dzik”, a po ewakuacji z Mokotowa także resztki 1 Pułku Szwoleżerów AK z Obwodu Mokotów. Batalion bronił pododcinka Nowogrodzka, Al. Sikorskiego, jako pododcinek „Ostoja” na odcinku „Sarna”. 20 września 1944 roku batalion wszedł w skład 72 Pułku Piechoty AK.
Organizacja i obsada personalna batalionu 2 października 1944 roku
- dowódca batalionu – kpt. Tadeusz Klimowski „Ostoja”
- I zastępca dowódcy – kpt. Stanisław Ossowski „Jastrzębiec”
- II zastępca dowódcy – kpt. Tadeusz Okolski „Dzik”
- dowódca 1 kompanii „Iwo” – por. Stanisław Pawełczak „Kazik”
- dowódca 2 kompanii „Dzik” – por. Alfons Pieczyrak „Zgrzyt”
- dowódca 3 kompanii „Szwoleżerów” – por. Czesław Okołowicz „Jurkowski”